# Арсенал (Вена)
Арсенал — комплекс зданий военного назначения (в прошлом) на юго-востоке Вены в третьем районе (Ландштрассе).
Несколько кирпичных зданий, расположенных квадратом, образуют этот комплекс, находящийся в южной части кольцевой дороги Гюртель. Это самая известная архитектурная композиция в стиле романтического историзма в Вене — комплекс создан с использованием мотивов средневековой итальянской и исламо-византийской архитектуры по проекту Теофила фон Хансена (проект 1856 г.). В целом комплекс сохранён в своей первоначальной форме, хотя несколько зданий во внутреннем дворе были разобраны.
Комплекс был построен в период с 1848 по 1856 годы в свете мартовской революции 1848 года и был первым из трёх комплексов, заменивших старую фортификационную систему Вены. В годы Первой мировой войны выполнял функции арсенала и казарм. В 1945 году Арсенал был сильно повреждён бомбардировками, но после окончания войны был восстановлен до своего первоначального состояния.
Здания Арсенала расположены квадратом, и внутри замкнутого пространства располагается обширный плац. В одном из зданий располагается Военно-исторический музей, который может носить звание величайшего и старейшего в мире.
Интересно, что это здание и первоначально задумывалось как музей, но его экспозиция должна была рассказывать о лучших полководцах государства за всю историю его существования. Но так получилось, что в музей вместилась вся военная история Австрии, начиная с XVI века до 1945 года. Здесь находится самая полная коллекция бронзовых пушек, и каждая выставка посвящена какой-либо войне из истории Австрии, включая и последнюю.
В состав комплекса входит Венский военно-исторический музей.